# Fritz-Carl Peus
Fritz-Carl Peus (* 9. September 1871; † 17. Dezember 1950) war ein deutscher Jurist. Vom 15. April bis zum 15. Juni 1945 war er Oberbürgermeister der Stadt Münster.

## Leben
Nach dem Abitur und dem Studium der Rechtswissenschaften ging er zunächst in den juristischen Vorbereitungsdienst. Er erhielt am 17. Mai 1898 die Zulassung als Rechtsanwalt am Amts- und Landgericht Münster. Peus war Mitglied der Zentrumspartei und wurde 1905 in den Stadtrat gewählt. Zur Zeit der Weltwirtschaftskrise übernahm er zwischen 1929 und 1933 die Position des Stadtverordnetenvorstehers, bevor er von den Nationalsozialisten seiner Ämter enthoben wurde.
Nach dem Ende des Zweiten Weltkrieges wurde er erster geschäftsführenden Oberbürgermeisters der Stadt Münster.
Er war der Vater des Münsteraner Oberbürgermeisters Busso Peus sowie Großvater der Europaabgeordneten Gabriele Peus-Bispinck.